# Dogs
"Dogs" é o terceiro single de 9, o segundo álbum de Damien Rice. O single foi lançado na Irlanda como um download digital em 24 de agosto, 2007, e depois no Reino Unido em 17 de setembro de 2007. O single é o primeiro lançamento desde que Damien e Lisa Hannigan se separaram.

## Faixas
CD:
1. "Dogs" (Remix)